# Waverly (Florida)
Waverly ist  ein census-designated place (CDP) im Polk County im US-Bundesstaat Florida.
Das U.S. Census Bureau hat bei der Volkszählung 2020 eine Einwohnerzahl von 661 ermittelt.

## Geographie
Waverly liegt rund 30 km nordöstlich von Bartow sowie etwa 60 Kilometer südwestlich von Orlando. Der CDP wird vom U.S. Highway 27 (Florida State Road 25) durchquert.

## Demographische Daten
Laut der Volkszählung 2010 verteilten sich die damaligen 767 Einwohner auf 396 Haushalte. Die Bevölkerungsdichte lag bei 83,4 Einw./km². 46,0 % der Bevölkerung bezeichneten sich als Weiße, 45,8 % als Afroamerikaner und 1,7 % als Indianer. 6,3 % gaben die Angehörigkeit zu einer anderen Ethnie und 0,3 % zu mehreren Ethnien an. 8,3 % der Bevölkerung bestand aus Hispanics oder Latinos.
Im Jahr 2010 lebten in 26,7 % aller Haushalte Kinder unter 18 Jahren sowie 41,6 % aller Haushalte Personen mit mindestens 65 Jahren. 65,4 % der Haushalte waren Familienhaushalte (bestehend aus verheirateten Paaren mit oder ohne Nachkommen bzw. einem Elternteil mit Nachkomme). Die durchschnittliche Größe eines Haushalts lag bei 2,43 Personen und die durchschnittliche Familiengröße bei 3,03 Personen.
24,3 % der Bevölkerung waren jünger als 20 Jahre, 19,9 % waren 20 bis 39 Jahre alt, 26,6 % waren 40 bis 59 Jahre alt und 29,4 % waren mindestens 60 Jahre alt. Das mittlere Alter betrug 45 Jahre. 49,3 % der Bevölkerung waren männlich und 50,7 % weiblich.
Das durchschnittliche Jahreseinkommen lag bei 21.277 $, dabei lebten 12,5 % der Bevölkerung unter der Armutsgrenze.
Im Jahr 2000 war englisch die Muttersprache von 100 % der Bevölkerung.